# Henryk Raabe

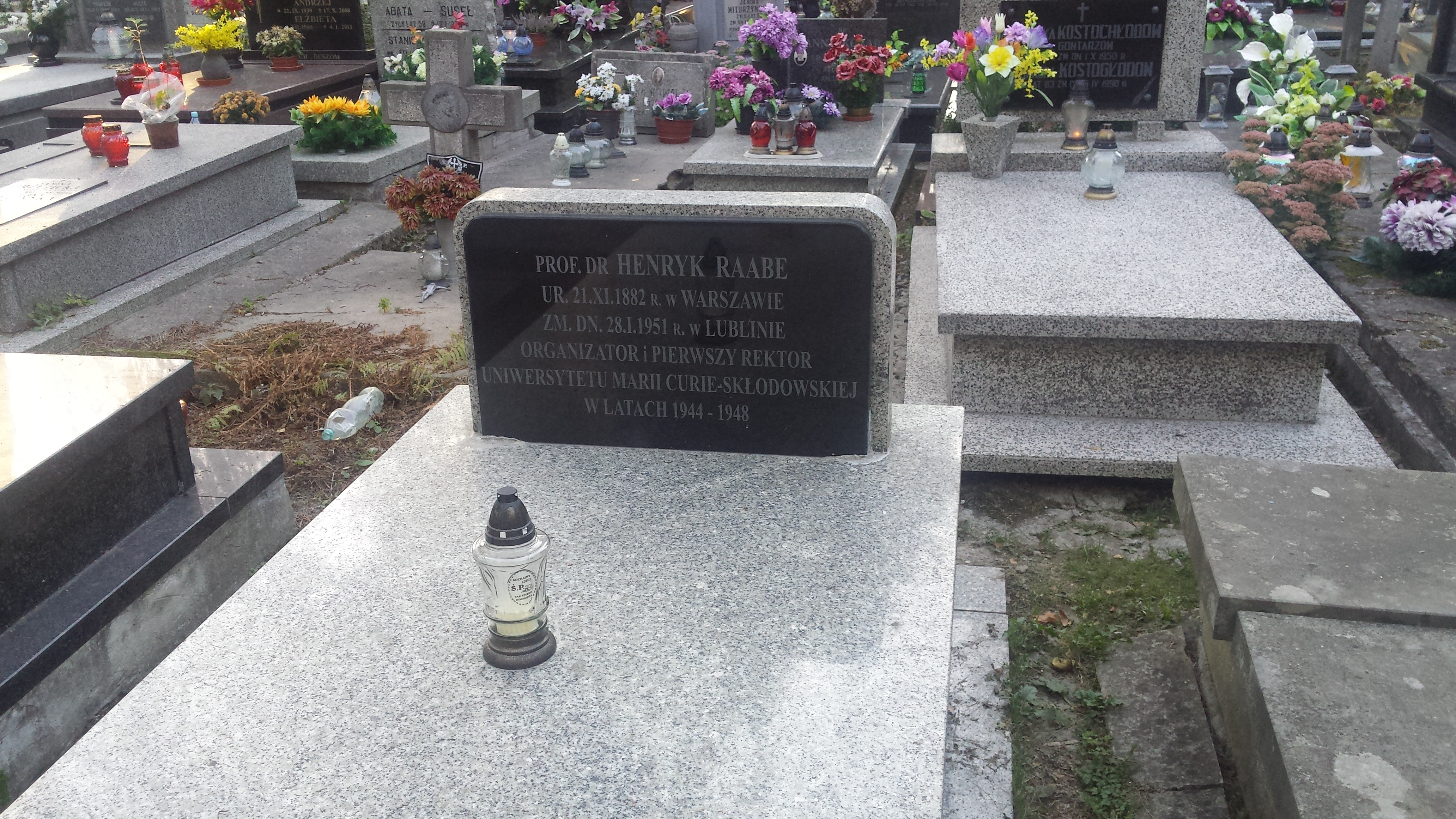
Grób prof. Henryka Raabego na cmentarzu przy Lipowej

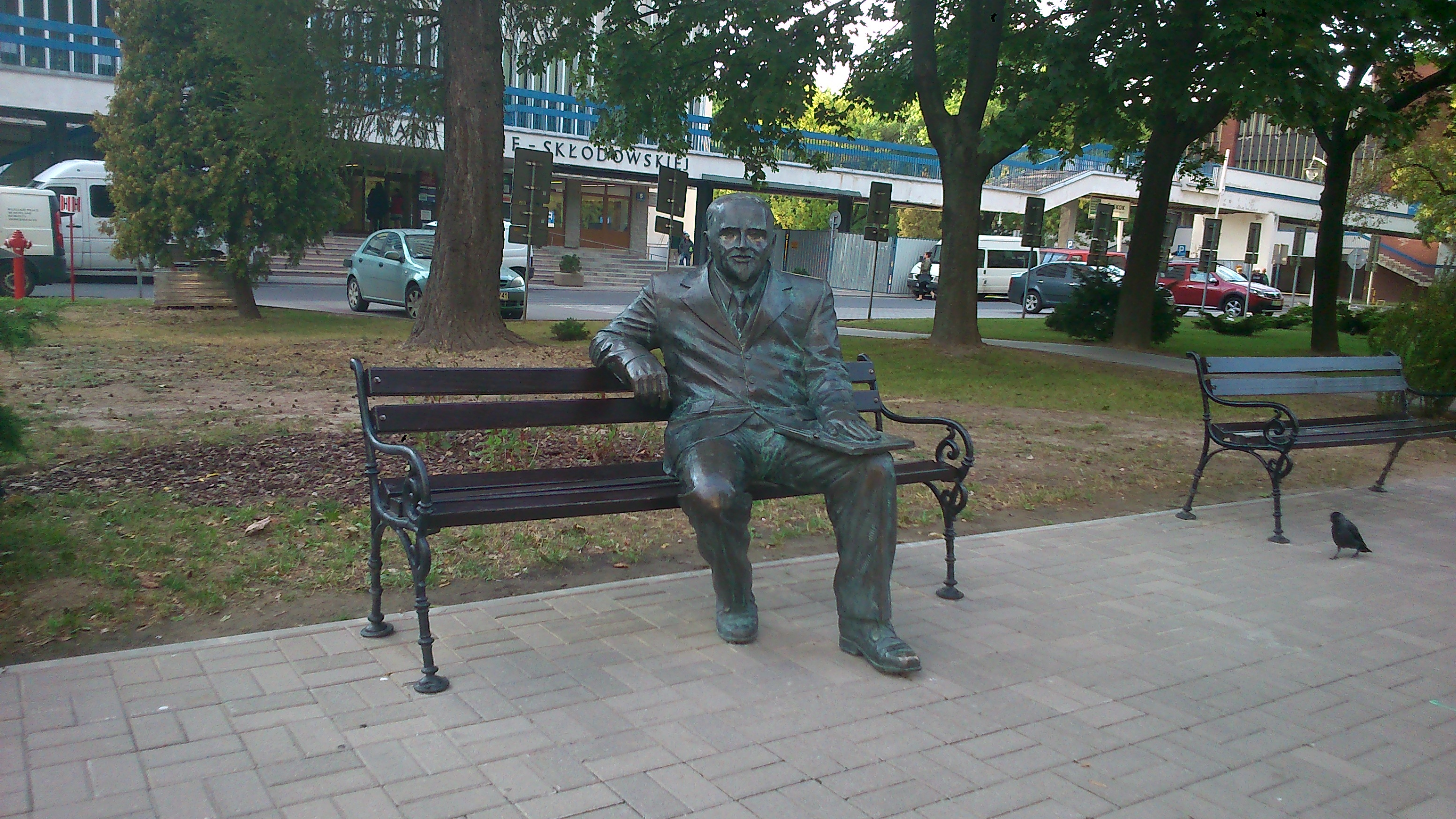
Ławeczka Henryka Raabego w Lublinie

Henryk Raabe (ur. 17 listopada 1882 w Warszawie, zm. 28 stycznia 1951 w Lublinie) – polski zoolog, działacz społeczny i polityk, poseł do Krajowej Rady Narodowej i na Sejm Ustawodawczy z ramienia PPS i PZPR.

## Życiorys
W 1901 został absolwentem państwowego gimnazjum realnego w Warszawie. Następnie przez rok był studentem Wydziału Lekarskiego Uniwersytetu Warszawskiego. W latach 1903–1910 studiował na Wydziale Filozoficznym (Przyrodniczym) Uniwersytetu Jagiellońskiego, gdzie w 1914 uzyskał doktorat z zoologii, a w 1916 habilitację (także z zoologii). Od 1916 do 1920 był wykładowcą UJ (w 1918 został też docentem tej uczelni), a w latach 1918–1939 pracownikiem naukowym w Państwowym Instytucie Higieny w Warszawie (w latach 20. pełnił równocześnie funkcję prezesa Związku Zawodowego Nauczycielstwa Polskiego Szkół Średnich). W latach 1922–1944 uczył przyrody w Gimnazjum Władysława Giżyckiego.
W 1902 wstąpił do Socjaldemokracji Królestwa Polskiego i Litwy, a w 1926 do Polskiej Partii Socjalistycznej, z ramienia której pełnił mandat radnego Warszawy w latach 1931–1936 i 1938–1939.
Po agresji III Rzeszy i ZSRR na Polskę znalazł się na terenie okupacji sowieckiej. W latach 1939–1941 był profesorem zoologii na Uniwersytecie Iwana Franki we Lwowie. W 1944 pełnił funkcję naczelnika Wydziału Szkół Wyższych Resortu Oświaty PKWN. Był organizatorem i od 24 października 1944 do 1 września 1948 pierwszym rektorem Uniwersytetu Marii Curie-Skłodowskiej w Lublinie, skąd został następnie usunięty, jako zwolennik zachowania znacznej autonomii szkolnictwa wyższego. Zaangażowany w prace Komitetu Słowiańskiego w Polsce.
Od 1944 do 1945 i od 1946 był członkiem Centralnego Komitetu Wykonawczego „lubelskiej” PPS, a w międzyczasie członkiem Rady Naczelnej partii. W latach 1945–1946 pełnił funkcję ambasadora Polski w Związku Socjalistycznych Republik Radzieckich. Od 15 grudnia 1948, po połączeniu PPR i PPS, należał (do końca życia) do Polskiej Zjednoczonej Partii Robotniczej. Od 1944 do śmierci pełnił mandat posła (do 1947 do KRN, następnie na Sejm Ustawodawczy).
Prowadził badania nad pierwotniakami, ze szczególnym uwzględnieniem organizmów chorobotwórczych. Popularyzator nauki. 
Zmarł 28 stycznia 1951. Został pochowany na Cmentarzu Rzymskokatolickim przy ul. Lipowej w Lublinie (kwatera 23A-II-28). 

## Życie rodzinne
Ojciec Zdzisława, również zoologa, i Leszka, żołnierza ruchu oporu.

## Ordery i odznaczenia
- Krzyż Komandorski z Gwiazdą Orderu Odrodzenia Polski (3 stycznia 1945)[6]
- Złoty Krzyż Zasługi (17 kwietnia 1946)[7]

## Upamiętnienie
W 2012 na pl. Marii Curie-Skłodowskiej, przed gmachem rektoratu UMCS, odsłonięto ławeczkę Henryka Raabego. Od 1980 na terenie obecnej dzielnicy Ursynów w Warszawie znajduje się ulica imienia Henryka Raabego. Jest również patronem ulicy w Lublinie.